# Trimroder

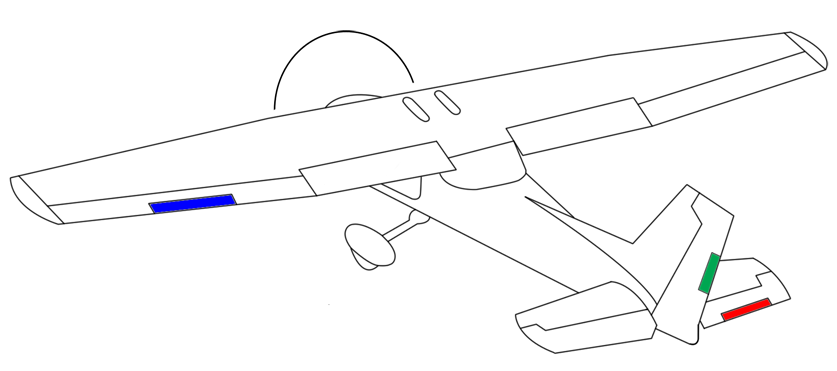
Typiska trimroder:
Trimroder på skevroder.
Trimroder på sidoroder.
Trimroder på höjdroder.

Trimroder eller trimklaff (av trimma, i betydelsen justera och därigenom få att fungera effektivare) är olika former av roderklaffar eller funktioner hos flygroder som används för att åstadkomma rodertrim, den procedur genom vilken piloten kan finjustera roderinställningarna för att uppnå aerodynamisk balans och därmed minska påfrestningarna på styrreglagen. Vid trimningen strävar man efter att krafterna i styrreglagen (spaken) skall bli så små som möjligt. Därmed avlastas även länkage och vajrar till rodren. Eftersom planet blir aerodynamiskt stabilt blir det mindre arbetskrävande för piloten att hålla rätt höjd och fart, och därmed får piloten mer kapacitet över att utföra andra uppgifter. Istället kan piloten ägna tid åt att till exempel orientera sig, kommunicera med trafikledning, spana efter annan trafik eller gå igenom checklistor till exempel i ett nödläge.
Den aerodynamiska stabiliteten påverkas av faktorer som bland annat fart, stigning/sjunk, motoreffekt, flygvikt och tyngdpunkt. För varje kombination av dessa faktorer får man söka ett läge på trimrodret som ger balans. Trimning kan ske i de flesta faser av flygningen, stigning, planflykt, plané och glidflykt.
På de flesta allmänflygplan finns det trimroder i höjdrodret (loopingplanet), medan det på mer avancerade plan även kan finnas trimroder för skevroder (rollplanet) och sidorodret (girplanet). På de mer avancerade flygplansmodellerna justeras i många fall trimningen genom att stabilisatorerna vinklas om.